# John Pizzarelli
John Paul Pizzarelli Jr. (Paterson, 6 aprile 1960) è un chitarrista, cantante e compositore statunitense, attivo anche come bandleader.
Figlio di Bucky Pizzarelli, ha registrato con diverse formazioni e orchestre, e con importanti personalità della musica come Paul McCartney, James Taylor, Buddy DeFranco e Rosemary Clooney.

## Discografia

### John Pizzarelli
- 1983 - I'm Hip (Please Don't Tell My Father)
- 1985 - Hit That Jive Jack!
- 1987 - Sing! Sing! Sing!
- 1988 - One Night with You
- 1990 - My Blue Heaven
- 1992 - All of Me
- 1993 - Naturally
- 1994 - Dear Mr. Cole
- 1994 - New Standards
- 1996 - After Hours
- 1996 - Let's Share Christmas
- 1997 - Our Love Is Here to Stay
- 1998 - Meets The Beatles
- 1999 - P.S. Mr. Cole
- 2000 - Kisses in the Rain
- 2000 - Brazil (con Rosemary Clooney)
- 2000 - Two Family House (colonna sonora)
- 2000 - Let There Be Love
- 2002 - The Rare Delight of You (con George Shearing)
- 2003 - Live at Birdland
- 2004 - Bossa Nova
- 2005 - Knowing You
- 2006 - Dear Mr. Sinatra
- 2008 - With a Song in My Heart
- 2010 - Rockin' In Rhythm: A Tribute to Duke Ellington
- 2012 - Double Exposure
- 2015 - Midnight McCartney

### John & Bucky
- 1995 - Nirvana
- 1996 - Live at the Vineyard Theatre
- 1996 - Solos and Duets
- 1999 - Contrasts
- 1999 - Passion Guitars
- 2001 - Passionate Guitars
- 2001 - Twogether
- 2003 - Legends (con Skitch Henderson)
- 2006 - Around the World in 80 Years
- 2006 - The Best of Bucky and John Pizzarelli
- 2007 - Generations

### Con Jessica Molaskey
- 2002 - Pentimento
- 2003 - A Good Day
- 2004 - Make Believe
- 2007 - Sitting in Limbo